# Dietrich II. von Münster
Dietrich II. von Münster (* um 1084; † 28. Februar 1127 auf Burg Windberg) war ab 1118 Bischof von Münster.

## Leben
Sein Vater war Hermann von Formbach und Windberg, seine Mutter die Gräfin Mathilde von Reinhausen.
Gräfin Mathilde heiratete einen bayerischen Grafen und gebar Hermann von Winzenburg, so berichtet der erste Abt Reinhard des Klosters Reinhausen 1153/1156 über die Gründung des Klosters und über die Familie der Gründer.
Ab 1110 war er Kanoniker an der Kathedrale Münster, ab 1118 Diakon.
Hermann (I) von Winzenburg war sein Bruder, er erhielt als Preis für seinen Abfall von der kaiserlichen Partei die Erhebung Dietrichs auf den Bischofsstuhl zu Münster. Als 1118 Bischof Burchard von Münster auf seiner Rückreise von Konstantinopel starb, vermochte Herzog Lothar von Supplinburg seinen Vetter Dietrich durchzusetzen. Im gleichen Jahr nahm sein Gefolgsmann Udo von Stade seinen politischen Gegner Hermann I. von Werl gefangen.
Ende 1119 vertrieb der Kaiser Heinrich V. mit der kaiserlich gesinnten Bürgerschaft Dietrich aus Münster. 1120 trat Herzog Lothar als Feind des Königs auf.
Hermann und Lothar zogen Winter 1120/21 mit Unterstützung von Hermann I. von Radelnberg Graf von Winzenburg, ab 1122 Graf von Reinhausen und Otto und Gottfried von Cappenberg gegen Münster. Nach Plünderung und Einäscherung, wobei auch der St.-Paulus-Dom vollständig ausbrannte, fiel die Stadt am 2. Februar 1121. Dietrich kehrte als Bischof nach Münster zurück, wo er bis zu seinem Tod im Amt blieb.